# Nacionalna knjižnica (Poljska)
Nacionalna knjižnica u Varšavi (polj. Biblioteka Narodowa) središnja je knjižnica Republike Poljske čiji je vlasnik i osnivač Ministarstvo kulture i nacionalne baštine.
Knjižnica prikuplja knjige, časopise te elektroničke i audiovizualne publikacije objavljene u Poljskoj i Polonice objavljene u inozemstvu. Funkcionira poput izdavačke kuće – izdaje knjige i znanstvene časopise: Polish Libraries (na engleskom), Rocznik Biblioteki Narodowej i Notes Konserwatorski.  
Nacionalna knjižnica najvažnija je knjižnica za humanističke znanosti, glavni arhiv poljske literature i nacionalni centar bibliografskih podataka. Također igra značajnu ulogu kao istraživački objekt i važan je metodološki centar za ostale poljske knjižnice. 
Nacionalna knjižnica u Varšavi dobiva primjerak svake knjige tiskane u Poljskoj (obvezni primjerak). 

## Povijesni pregled
Povijest knjižnice počinje u 18. stoljeću (Knjižnica Załuskih). Poljski je Sejm odlučio da će ta Knjižnica dobivati jedan primjerak svake knjige tiskane u Poljskoj 1780. Međutim, zbirku je zaplijenila vojska ruske carice Katarine II. nakon druge podjele Poljske i poslala je u Sankt-Peterburg, gdje su knjige dodane Ruskoj nacionalnoj knjižnici osnovanoj 1795. godine. Dijelovi zbirke oštećeni su ili uništeni tijekom uklanjanja iz knjižnice i prevoženja u Rusiju jer nisu bili dobro prilagođeni. Mnogo je knjiga i ukradeno. 
Zbog toga, kad je Poljska opet postala neovisna država 1918. godine, nije imala središnje institucije da zastupe ili rade kao nacionalna knjižnica. Dana 24. veljače 1928. odlukom predsjednika Ignata Mościckog Nacionalna je knjižnica osnovana u svojem modernom obliku. Otvorena je 1930. godine i u početku je imala 200 tisuća svezaka. Prvi je generalni direktor bio Stefan Demby, kojeg je 1934. naslijedio Stefan Vrtel-Wierczyński. Zbirke knjižnice brzo su se proširile. Na primjer, 1932. godine predsjednik Mościcki donirao je knjižnici sve knjige i rukopise iz palače u Wilanówu; to je bilo oko 40 tisuća svezaka i 20 tisuća slika iz zbirke Stanisława Kostke Potockog.  
U početku Nacionalna knjižnica nije imala vlastitih prostorija. Zbog toga su zbirke morale biti smještene na nekoliko mjesta. Glavna čitaonica bila je smještena u novoizgrađenoj zgradi knjižnice u Glavnoj trgovinskoj školi. Palača Potockih u Varšavi postala je dom za posebne zbirke 1935. 
Prije Drugog svjetskog rata Knjižnica je sadržala sljedeće skupove: 
- 6,5 milijuna knjiga i časopisa iz 19. i 20. stoljeća

- 3000 ranih tiskopisa i 2200 inkunabula

- 52 000 rukopisa

- Karte, ikone i glazbu

Godine 1940. nacisti su promijenili Nacionalnu knjižnicu u Općinsku knjižnicu u Varšavi. Nakon Varšavskog Ustanka 1944. nacistički su osvajači zapalili posebne zbirke kao dio represije. Uništeno je 80 000 starih tiskanih knjiga uključujući neprocjenjive Polonice iz 16. do 18. stoljeća, 26 000 rukopisa, 2 500 inkunabula, 100 000 crteža i gravura, 50 000 komada glazbenih i kazališnih materijala. Procjenjuje se da je, iz više od 6 milijuna svezaka u glavnim knjižnicama u Varšavi 1939., tijekom Drugog svjetskog rata izgubljeno 3,6 milijuna svezaka, a velik je dio njih pripadao Nacionalnoj knjižnici.  
Knjižnica je ponovno počela raditi 1945. Njemačka je Poljskoj vratila ukradene zbirke (na primjer dio zbiraka Krasińskih i Przeździeckih). Poljskoj su vraćena djela kao što su Svetokriške propovijedi, Florijanski psaltir te rukopisi Chopina 1959. Od 1962. do 1976. u Aleji Niepodległosti 213 izgrađeno je novo sjedište Knjižnice. 

## Zbirke
Današnja zbirka Nacionalne Knjižnice jedna je od najvećih u državi. Na kraju 2016. fond je knjižnice uključivao više od 8 500 000 svezaka među kojima i više od 162 000 svezaka knjiga objavljenih prije 1801. godine, više od 26 000 rukopisa (uključujući više od 7000 glazbenih rukopisa), preko 120 000 notnih zapisa i 485 000 gravura. 
U knjižnici ima i fotografija te drugih ikonografskih dokumenata, više od 130 000 karata i atlasa, više od 2 000 000 knjiga i više od 1 000 000 časopisa objavljenih od 19. do 21. stoljeća.  